# Geo-Political Simulator 4: Power and Revolution
Vous pouvez aider à l'améliorer ou bien discuter des problèmes sur sa page de discussion.
- Son contenu est rédigé entièrement ou presque à partir d'une seule source. N'hésitez pas à modifier cet article pour améliorer sa vérifiabilité en apportant de nouvelles références dans des notes de bas de page. (Marqué depuis novembre 2021)
- Sa forme n'est pas encyclopédique et ressemble trop à un catalogue de vente, une plaquette publicitaire ou une offre commerciale. Pour remédier à cela, vous pouvez modifier l'article en adoptant un ton neutre et encyclopédique, notamment grâce à des sources secondaires indépendantes et de qualité qui analysent le sujet. (Marqué depuis octobre 2024)

- Archive Wikiwix
- Bing
- Cairn
- DuckDuckGo
- E. Universalis
- Gallica
- Google
- G. Books
- G. News
- G. Scholar
- Persée
- Qwant
- (zh) Baidu
- (ru) Yandex
- (wd) trouver des œuvres sur Wikidata

Geo-Political Simulator 4: Power and Revolution est un jeu de gestion/simulation permettant de diriger différents pays et États. Le jeu est sorti officiellement le 9 avril 2016 et est disponible sur Steam depuis le 26 mai 2016.
Geo-Political Simulator 4: Power and Revolution est la suite de Geo-Political Simulator 3: Masters of the World sorti le 8 mars 2013,.

## Système de jeu
Geopolitical Simulator 4: Power and Revolution, est une simulation du monde actuel qui reproduit son fonctionnement de manière approfondie et ce dans de très nombreux domaines : économique, politique, militaire, social, financier, environnemental, énergétique, transports... 
Tous les pays du monde sont représentés avec leurs variables et leur fonctionnement propres. Les moteurs de calculs et de scénarios comprennent plus de 100 000 données, 15000 textes et 10 heures de dialogues enregistrés. Une carte en 3D du monde détaillée et animée, avec toutes les frontières, les régions et les lieux importants et stratégiques du monde, sert de support aux joueurs 
Le jeu regroupe des phases de gestion économique, de commerce, de guerre, de construction, d'espionnage, de simulation, d'influences et de manipulation politiques. 
Le joueur peut opter pour la gestion d'un seul pays, ou pour celle de plusieurs nations simultanément et élaborer des stratégies collaboratives pour changer le destin du monde. Les parties sont paramétrables dans de nombreux domaines : degré d'activité des organisations terroristes, probabilités de catastrophes naturelles, réactivité des peuples, déclenchement des guerres. Une vingtaine de scénarios contextuels avec l'actualité du monde d'aujourd'hui sont intégrés. 
Le joueur peut choisir d'incarner un chef de l'État ou un chef de l'opposition politique.

## Accueil critique
Geo-Political Simulator 4: Power and Revolution reçoit un accueil mitigé, malgré un système de jeu assez complet et permissif la presse et les joueurs signalent un comportement assez imprévisible du moteur et une difficulté a se familiariser avec l'interface